# 现金价值
现金价值，这是一个金融学中的术语，它指的是一项金融产品的当前价值。其计算方法，是在知道未来价值后，对其进行折现求得的。
在保险学中，通俗的说，现金价值就是指用户持有的保单值多少钱。如果投保人申请退保，保险公司将退还现金价值。在中国保险监督委员会的规定下，现金价值为责任准备金的一定比例，这个比例根据保单年度和交费期间的不同而不同，取值范围在80%至100%之间。